# Lycophidion acutirostre
Espèce
Statut de conservation UICN

 LC  : Préoccupation mineure
Lycophidion acutirostre est une espèce de serpents de la famille des Lamprophiidae. 

## Répartition
Cette espèce se rencontre dans le sud de la Tanzanie, dans le nord du Mozambique et dans le sud du Malawi.

## Publication originale
- Günther, 1868 : Sixth account of new species of snakes in the collection of the British Museum. Annals and Magazine of Natural History, ser. 4, vol. 1, p. 413-429 (texte intégral).